# Carlo Chiarlo
Carlo Chiarlo (ur. 4 listopada 1881, zm. 21 stycznia 1964) – włoski duchowny katolicki, kardynał, wysoki urzędnik Kurii Rzymskiej.
Święcenia kapłańskie przyjął w 1904. W 1928 mianowany tytularnym arcybiskupem Amida. Pełnił funkcję nuncjusza w Boliwii, Kostaryce, Hondurasie, Nikaragui, Salwadorze, Panamie i Brazylii. Od 1954 do 1958 pracownik watykańskiego Sekretariatu Stanu. Kreowany kardynałem w 1958. Uczestnik dwóch pierwszych sesji Soboru Watykańskiego II.
Odznaczony m.in. włoskim Krzyżem Wielkim Orderu Zasługi (17 grudnia 1953) i polskim Krzyżem Komandorskim z Gwiazdą Orderu Odrodzenia Polski (1953). Postanowieniem z 20 lutego 1951 r. został przez prezydenta RP na Obczyźnie Augusta Zaleskiego odznaczony Orderem Orła Białego.